# صالح الفضالة
صالح يوسف صالح الفضالة (1949 - )؛ رئيس الجهاز المركزي لمعالجة أوضاع المقيمين بصورة غير قانونية وسياسي كويتي ، ونائب سابق في مجلس الأمة الكويتي، ونائب رئيس مجلس الأمة الكويتي في دورتي 1985 و 1992، ونائب رئيس الحركة الدستورية المطالبة بعودة الحياة البرلمانية عقب حل مجلس الامة سنة 1986.

## إنتخابات مجلس الأمة
| الانتخابات    | الدائرة الانتخابية | المركز        | عدد الأصوات | النتيجة |
| ------------- | ------------------ | ------------- | ----------- | ------- |
| انتخابات 1981 | الدائرة العاشرة    | المركز الاول  | 423 صوت     | فاز     |
| انتخابات 1985 | الدائرة العاشرة    | المركز الاول  | 920 صوت     | فاز     |
| انتخابات 1992 | الدائرة العاشرة    | المركز الاول  | 1434 صوت    | فاز     |
| انتخابات 1996 | الدائرة العاشرة    | المركز الرابع | 997 صوت     | خسر     |
| انتخابات 1999 | الدائرة العاشرة    | المركز الاول  | 1387 صوت    | فاز     |
| انتخابات 2003 | الدائرة العاشرة    | المركز الثالث | 1223 صوت    | خسر     |
| انتخابات 2006 | الدائرة العاشرة    | المركز الاول  | 5217 صوت    | فاز     |

## سيرته البرلمانية
شارك في انتخابات مجلس الأمة الكويتي 1981 في الدائرة العاشرة، وحصل على المركز الأول برصيد 423 صوت وفاز بالانتخابات ، وشارك في انتخابات مجلس الأمة الكويتي 1985 في الدائرة العاشرة، وحصل على المركز الأول برصيد 920 صوت وفاز بالانتخابات ، وشارك في انتخابات مجلس الأمة الكويتي 1992 في الدائرة العاشرة، وحصل على المركز الأول برصيد 1434 صوت وفاز بالانتخابات ، وشارك في انتخابات مجلس الأمة الكويتي 1996 في الدائرة العاشرة، وحصل على المركز الرابع برصيد 997 صوت وخسر الانتخابات ، وشارك في انتخابات مجلس الأمة الكويتي 1999 في الدائرة العاشرة، وحصل على المركز الأول برصيد 1387 صوت وفاز بالانتخابات ، وشارك في انتخابات مجلس الأمة الكويتي 2003 في الدائرة العاشرة، وحصل على المركز الثالث برصيد 1223 صوت وخسر الانتخابات ، وشارك في انتخابات مجلس الأمة الكويتي 2006 في الدائرة العاشرة، وحصل على المركز الأول برصيد 5217 صوت وفاز بالانتخابات.
عُين في شهر نوفمبر من 2010 رئيساً للجهاز المركزي لمعالجة أوضاع غير محددي الجنسية (أو ما يعرفون بالبدون) في الكويت.

## أبرز مواقفه في مجلس الأمة

### مجلس الأمة 1981 حتى 2006
| الكتل                                               | مستقل                              |
| اللجان                                              | المالية                            |
| تعديل الدستور 1982                                  | عارض مبدأ التعديل                  |
| استجواب سلمان الدعيج 1985                           | مقدم بطلب سحب الثقة وأيد حجب الثقة |
| تعديل المادة الاولى من قانون المحكمة الدستورية 1986 | مؤيد                               |
| قانون حق الانتخاب للمتجنسين 1986                    | غير موجود                          |
| الاستجوابات 1986                                    | لم يقدم استجوابا                   |
| الحركة الدستورية (32 نواب سابقين) 1989              | انضم إلى الحركة                    |
| طرح الثقة بالربعي 1995                              | معارض لطرح الثقة                   |
| حقوق المرأة السياسة 1999                            | غير موافق                          |
| طرح الثقة بالصبيح 2000                              | معارض لطرح الثقة                   |
| تجنيس البدون 2000                                   | غير موجود                          |
| طرح الثقة بالابراهيم 2002                           | معارض لطرح الثقة                   |
| طرح الثقة بشرار 2003                                | معارض لطرح الثقة                   |
| إيقاف محمد عبدالله المبارك 2006                     | موافق                              |
| إسقاط القروض 2006                                   | رافض لإسقاط القروض                 |
| إحالة الفحم المكلسن 2007                            | أيد الإحالة                        |
| طلب طرح الثقة بعلي الجراح 2007                      | مع طرح الثقة                       |